# 大賀哲
大賀 哲（おおが とおる、1975年 - ）は、日本の政治学者、九州大学大学院法学研究院准教授。専門は、国際政治学・国際関係論。

## 来歴・人物
東京都出身。1999年東洋大学法学部卒業。2005年英国エセックス大学政治学部博士課程修了（Ph.D. in Ideology and Discourse Analysis)。神戸大学大学院国際協力研究科助教を経て2008年2月より九州大学大学院法学研究院准教授。この間、オックスフォード大学セントアントニーズ・コレッジ、ケンブリッジ大学アジア中東学部で在外研究を行う。

## 著作

### 単著
- 『東アジアにおける国家と市民社会―地域主義の設計・協働・競合』（柏書房, 2013年）

### 編著

#### 単編著
- 『北東アジアの市民社会―投企と紐帯』（国際書院、2013年）

#### 共編著
- （杉田米行）『国際社会の意義と限界―理論・思想・歴史』（国際書院、2008年）

### 寄稿・分担執筆
- Amitav Acharya and Lee Lai To (eds.), Asia in the New Millennium, (Marshall Cavendish Academic, 2004).
- 杉田米行編『アジア太平洋地域における平和構築―その歴史と現状分析』（大学教育出版、2007年）
- 杉田米行編『アメリカ〈帝国〉の失われた覇権』（三和書籍、2007年）
- 杉田米行編『アメリカ外交の分析―歴史的展開と現状分析』（大学教育出版、2008年）
- 仲正昌樹編『歴史における「理論」と「現実」』（御茶の水書房、2008年）
- 関口正司編『政治における「型」の研究』(風行社、2009年）
- Yusuke Murakami, Hiroyuki Yamamoto, Hiromi Komori (eds.), Enduring States: In the face of challenges from Within and Without, (Kyoto University Press, 2011).
- 松浦正孝編『アジア主義は何を語るのか―記憶・権力・価値』(ミネルヴァ書房、2013年）
- 杉田米行編『英語で知るアメリカ―8つのテーマで超大国の実情に迫る』(大学教育出版、2013年)
- Hyun-Chin Lim, Wolf Schäfer, and Suk-Man Hwang (eds.), Global Challenges in Asia: New Development Models and Regional Community Building,(Seoul University Press, 2014)
- Yoneyuki Sugita (ed.), Japan Viewed from Interdisciplinary Perspectives: History and Prospect New Studies in Modern Japan(Lexington Books, 2015)

### 共訳書
- バーナード・クリック『シティズンシップ教育論―政治哲学と市民』（法政大学出版局、2011年）